# Gödöllői Városi Múzeum
Gödöllő jelenkori belvárosában, Hamvay Ferenc 1662-ben épült műemlék kúriájában 1978-ben nyílt a Helytörténeti Gyűjtemény, időszakos kiállítások, valamint a helyi filmszínház számára otthont biztosító Városi Múzeum és a Városi Mozi.

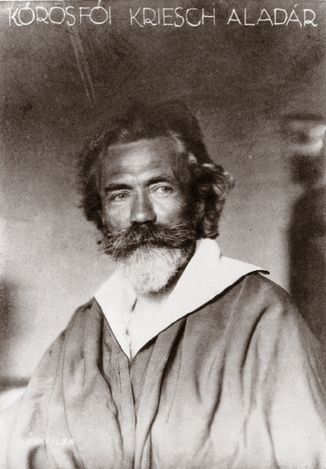
Körösfői-Kriesch Aladár portréja

## Története
A Gödöllői Városi Múzeum a város központjában, az 1760-as években építtetett uradalmi fogadóban működik. A gyűjtemény alapját a Heltai Miklós (1909-1989) által 1952-ben indított helytörténeti szakkör teremtette meg, mivel a településen kialakított korábbi gyűjtemények a II. világháború alatt megsemmisültek. Az iskolai kiállítás 1978-ra Helytörténeti Gyűjteménnyé vált, tíz évvel később pedig múzeumi rangot kapott. Az intézmény jelenleg területi múzeumi besorolással, a gödöllői szecessziós művésztelep esetében országos gyűjtőkörrel rendelkezik.
A múzeum fenntartója, Gödöllő Város Önkormányzata 1999-ben felújíttatta az épületet, ami megnövelte a múzeum kiállítótereit és javította a működés feltételeit. Az ezredfordulót követően újranyitott intézmény 2001-ben elnyerte a legrangosabb szakmai kitüntetést, „Az Év Múzeuma” címet.
A múzeum kiállítótereiben négy állandó kiállítás található, az időszaki kiállító teremben évente egy-két kiállítás nyílik.
Több önálló magángyűjteményt gondoz a múzeum: a Magyar Kapucinus Delegáció Máriabesnyői Mária Múzeumának anyagát, a Magyar Cserkészszövetség Gyűjteményét, valamint Csupor Zoltán Mihály (1919-1995) tordasi plébános hagyatékát és Ignácz Ferenc pápua új-guineai gyűjteményét.

## Kiállítások

### Gödöllő, a mi városunk
Helytörténeti kiállítás.
Gödöllő egy igen gazdag és izgalmas múlttal rendelkező település. A város hosszú és eseménydús történelmét az állandó helytörténeti kiállításon keresztül kívánjuk a látogatók számára bemutatni. A táj kedvező természeti adottságainak köszönhetően a település már több ezer évvel ezelőtt is lakott volt, ezért a látogatóink az őskortól, egészen a rendszerváltásig követhetik és átélhetik azokat a jelentős eseményeket és korszakokat, amelyek nyomott hagytak a település életében.
A kiállítás az egyedi megoldásaival igyekszik közelebb hozni a történelmet vendégeink számára: városunk egykori lakóinak hétköznapi tárgyaival, településrekonstrukciókkal, térképekkel, illetve korabeli dokumentumokkal, mely olyan fontos információkat is tartalmaznak, mint például a gödöllői családok nevei, igyekszünk személyes élményt nyújtani a látogatók számára, akik saját múltjukat is megismerhetik. A kiállítás igen gazdag – megközelítőleg 3000 tárgyat helyeztünk el, amiből 1000 műtárgyat még csak most láthatnak először az érdeklődők – és ezt modern technikai felszereléssel tettünk még látványosabbá.
A kor igényeihez híven tableteken és érintőképernyős számítógépeken filmeket, animációkat és további érdekes információkat helyeztünk el a látogatók számára, továbbá projektorok segítségével még festményeket is életre tudtak kelteni.

### A gödöllői művésztelep (1901-1920)
Képző- és iparművészeti kiállítás.
A Magyar Örökség-díjas (2005) gödöllői művésztelep kiállítás a múzeumbeli gyűjteményből, a Nagy Sándor-ház, valamint a Remsey-család műalkotásaiból készült válogatást mutat be.
A gödöllői művésztelep 1901-ben alakult meg, amikor Körösfői-Kriesch Aladár Gödöllőn telepedett le. 1904-ben a művésztelepen szövőműhely kezdte meg működését, ami később a művésztelep központjává, fő szervező erejévé vált. A szövőműhely 1907-től az Iparművészeti Iskola tanműhelye lett.
Ekkor már Gödöllőn élt Nagy Sándor feleségével, Kriesch Laurával, valamint Thoroczkai Wigand Ede, Belmonte Leo és Juhász Árpád. Találkozunk Zichy István, Frecskay Endre, Mihály Rezső, Moiret Ödön, Undi Mariska és testvérei, továbbá a bácskai Frey-testvérek nevével. Mivel a művészek az összművészet jegyében dolgoztak, a kiállításon festmény, grafika, szobor, üvegablak, mozaik- és freskóterv, bútor, szőnyeg és egyéb alkotások is láthatók.

### Zsivajgó természet
Természetrajzi és vadászattörténeti kiállítás.
A Gödöllői dombvidék területének nagy részét napjainkban is erdő borítja. A kiállítás az 1990-ben kialakított Gödöllői Tájvédelmi Körzet élővilágába kalauzolja a látogatót. A tárlaton a dombvidékre leginkább jellemző gyertyános tölgyes erdők emlős- és madárfajai mellett a tisztásokkal váltakozó nyílt mocsaras erdő élővilága és a völgyaljakban kialakuló nádas tó állatvilága látható.
Az erdők kedvelt vadászterületet jelentettek a mindenkori földbirtokos számára. Az agancstrófeák mellett vadászfegyverek, iratok és egyéb felszerelési tárgyak idézik Gödöllő múltjának egy fejezetét.

### Egy újjáéledt közösség – A magyar cserkészmozgalom története
Történeti kiállítás.

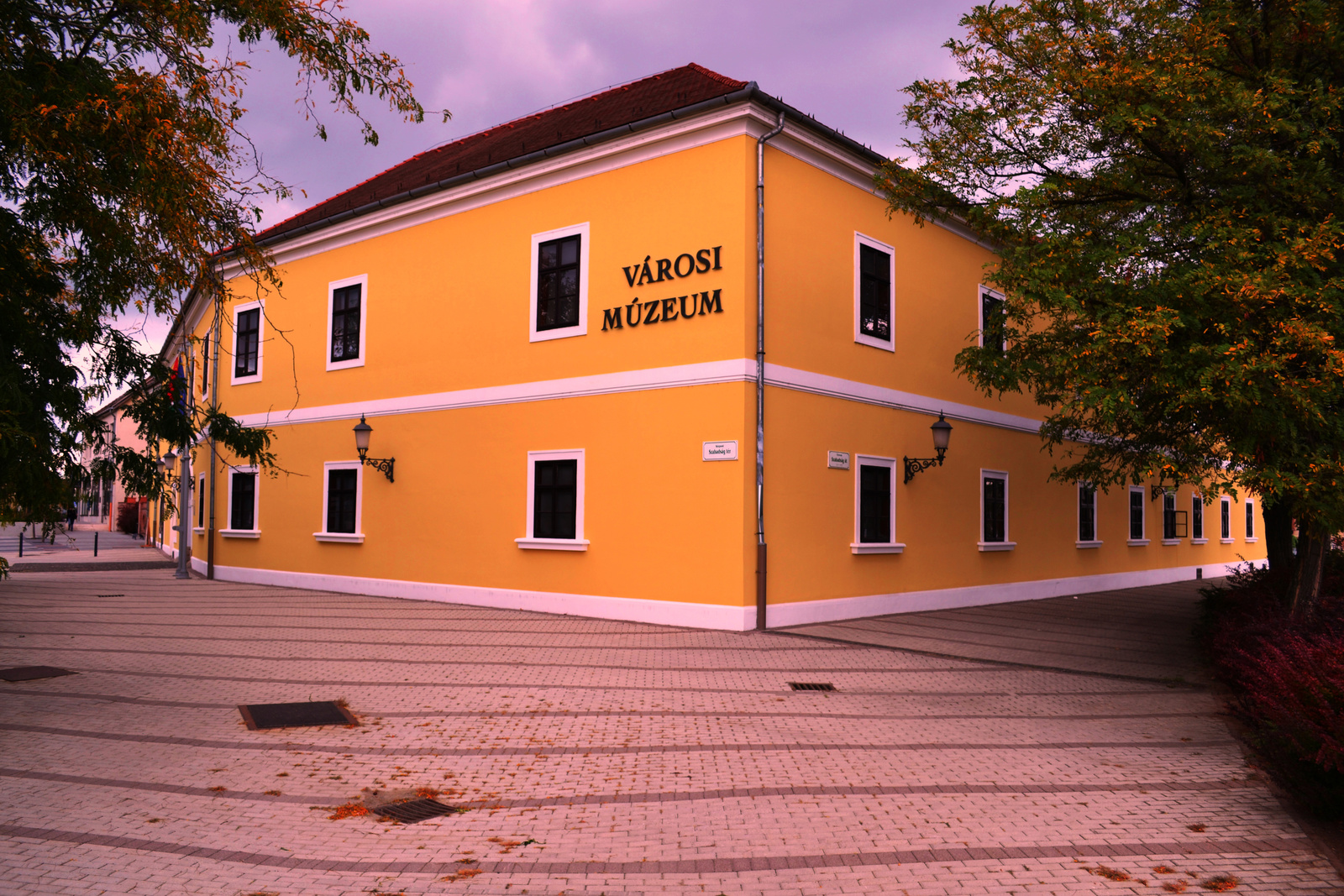
A múzeum épülete, a volt Hamvay-kúria

A Gödöllői Városi Múzeum 2018-ban felújított cserkész kiállítása elsősorban a hazai cserkészmozgalom fénykorát, a két világháború közötti időszakot kívánja bemutatni a látogatók számára, kiemelve az 1933-ban Gödöllőn megrendezett világtalálkozót, a 4. Jamboree-t és az 1939-es Pax-Ting-et, a cserkészleány világtalálkozót.
Az országosan egyedülálló állandó cserkészettörténeti kiállítás a Magyar Cserkészszövetség és a Gödöllői Városi Múzeum műtárgyainak ötvözetéből épült fel. A cserkészetet Robert Baden-Powell (Bi-Pi) alapította Angliában a 20. század elején, napjainkban a világ legelterjedtebb ifjúságnevelő mozgalma. Hazánkban 1910-től alakultak csapatok, a Magyar Cserkészszövetség 1912-ben jött létre. Az 1940-es években történt megszüntetés után, 1988-ban alakult újjá a cserkészet Magyarországon, így a közelmúlt emlékei is megjelennek a kiállításban.
Az új kiállítás számos olyan műtárggyal gazdagodott, amelyek eddig nem voltak megtekinthetők, többek között Teleki Pál tábori ágyával, a Csaba cserkészcsapat zászlajával, 5–6. századi koreai uralkodói korona aranyozott, jáde kövekkel díszített méretarányos másával és különböző világtalálkozók díszes emléktárgyaival, amelyek a gazdagon berendezett cserkész otthonban és a tábor enteriőrben láthatók.
Az izgalmas és modern kiállítás szerves részét képezik figyelemfelkeltő kiállítástechnikai megoldások. A látogatók a kiállításban szereplő műtárgyakról mobiltelefon applikáción keresztül juthatnak információhoz, amelyet az intézmény falai között tölthetnek le. Ezen felül egy nagyméretű lego terepasztal került beépítésre, melyen az 1933-as dzsemborit kívánják bemutatni a város egyes épületeivel és mozgó vasúti valamint HÉV modellel.

## Külső hivatkozások
- A múzeum hivatalos oldala
- Ismertető a kiralyikastely.hu-n